# Leanne Del Toso
Leanne Del Toso (12 de agosto de 1980) es una jugadora de baloncesto en silla de ruedas de 3,5 puntos que representó a Australia en los Juegos Paralímpicos de Londres 2012, donde ganó una medalla de plata. Diagnosticada con polirradiculoneuropatía desmielinizante inflamatoria crónica a la edad de diecinueve años, Del Toso comenzó a jugar baloncesto en silla de ruedas en 2006. Jugando en la competición local victoriana, fue nombrada la jugadora más valiosa de la liga en 2007. Ese año comenzó a jugar para los Knox Ford Raiders en la Liga Nacional de Baloncesto en silla de ruedas femenina (WNWBL). Al año siguiente, fue nombrada la Jugadora Más Valiosa del equipo (MVP).
Del Toso ha jugado para los Dandenong Rangers en la WNWBL desde 2008. En la semifinal entre su Dandenong Rangers y los Goudkamp Gladiators en 2009, anotó 31 puntos mientras derribaba 19 rebotes que hicieron que los Rangers ganaran 81-42. Los Dandenong Rangers ganaron títulos consecutivos en 2011 y 2012.
Del Toso debutó con el equipo nacional femenino de baloncesto en silla de ruedas de Australia, conocido como los Gliders, en la Copa de Osaka de 2009 en Japón. Desde que ganó una medalla de plata en Londres, ha participado en la Copa de Osaka de 2013 en Japón, donde los Gliders defendieron con éxito el título que habían ganado en 2008, 2009, 2010 y 2012.

## Vida personal
Apodada «Dori», Del Toso nació el 12 de agosto de 1980. A los diecinueve años le diagnosticaron una polineuropatía desmielinizante inflamatoria crónica (PIDC), una condición hereditaria que implica daño en los nervios. Del Toso tiene dos hermanos; su hermano menor Daniel también desarrolló la enfermedad. Antes de su diagnóstico, jugaba regularmente al baloncesto. Ha trabajado como recepcionista, y como asistente de participación en el Baloncesto de Victoria. A partir de 2013, vive en Watsonia, Victoria.

## Baloncesto en silla de ruedas

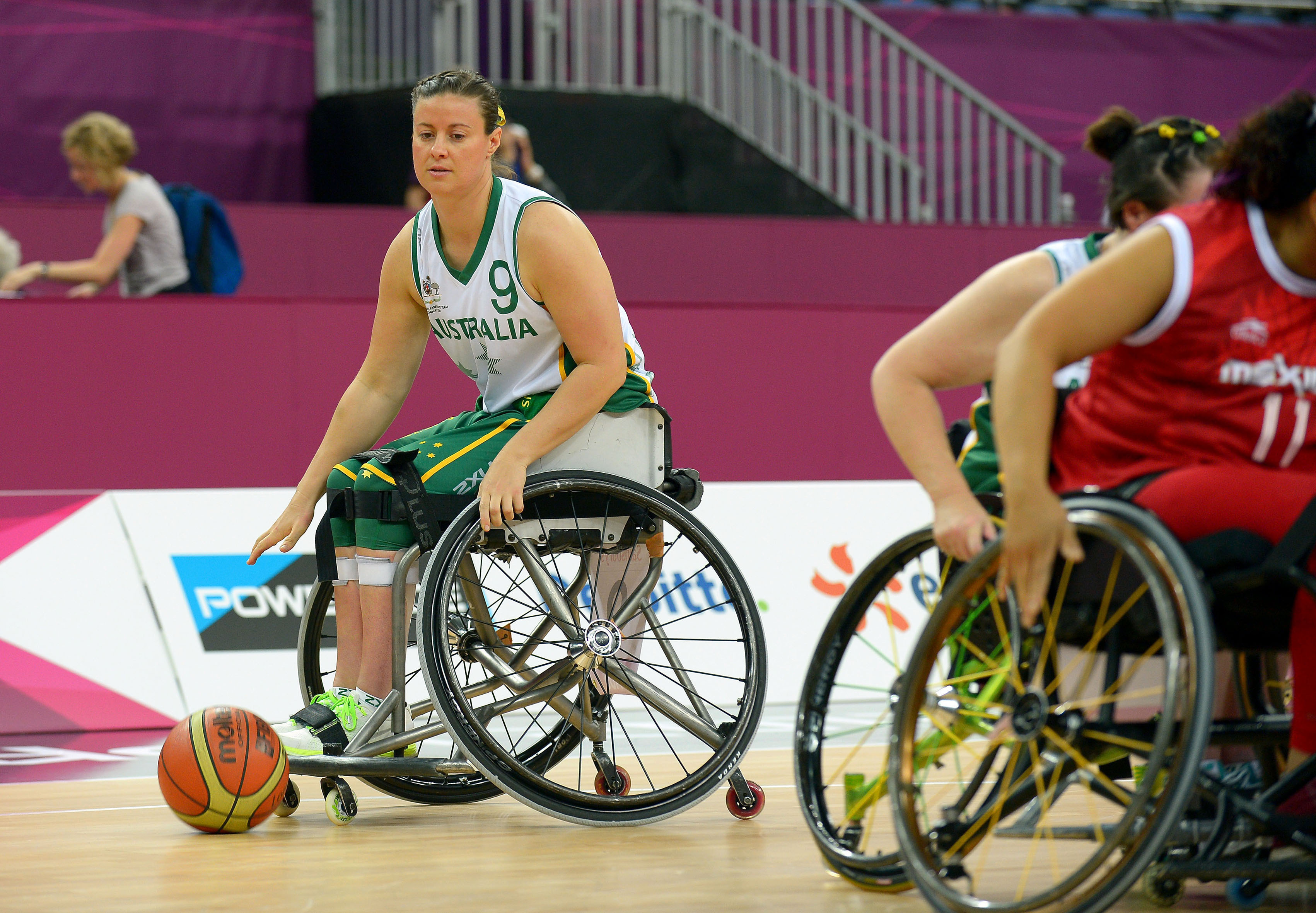
Del Toso en los Juegos Paralímpicos de Londres 2012.

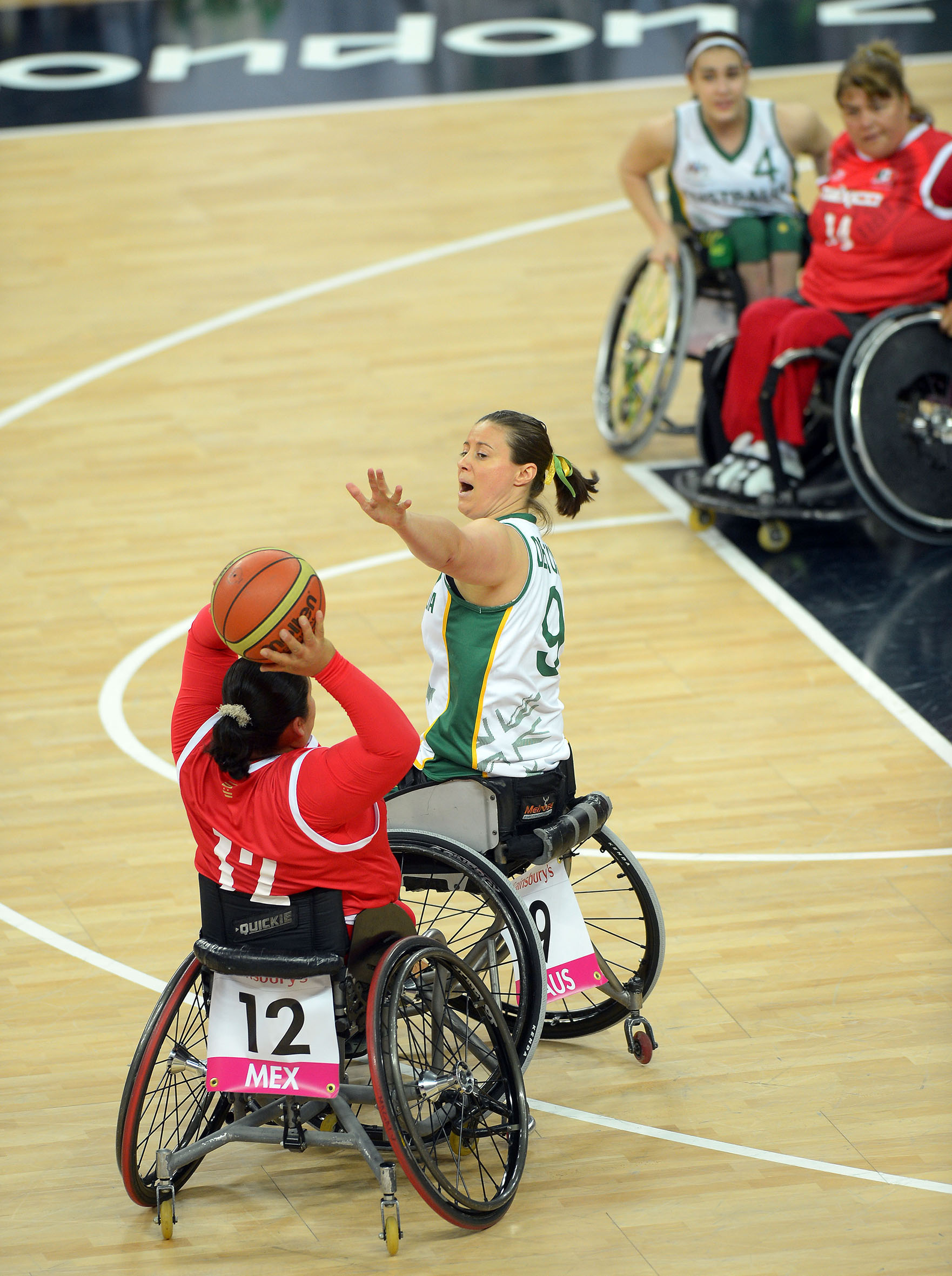
Del Toso en los Juegos Paralímpicos de Londres 2012

Del Toso era una jugadora de baloncesto en silla de ruedas de 4 puntos. Debido al progreso de su enfermedad, fue reclasificada como jugadora de 3,5 puntos en 2013. A partir de 2012, tiene una beca con el Instituto de Deportes de Victoria, y en el año fiscal 2012/13, recibió una subvención de 20.000 dólares australianos de la Comisión Australiana de Deportes como parte de su programa de «Apoyo Directo al Atleta» (DAS). Recibió 17.000 dólares en 2011/12 y 2010/11, 5.571,42 dólares en 2009/10 y 5.200 dólares en 2008/09. En 2012, se entrenó en Dandenong, Kew, Box Hill y Knox.

## Club
Del Toso empezó a jugar al baloncesto en silla de ruedas en 2006. Un cartel del Comité Paralímpico Australiano en la pared de su gimnasio local que preguntaba «¿Eres el próximo paralímpico?» hizo que Del Toso respondiera a ello. Se le aconsejó que se dedicara al baloncesto en silla de ruedas.  Jugando en la competición local victoriana en 2007, fue nombrada la Jugadora más valiosa de la liga. Ese año debutó en la Liga Nacional de Baloncesto en Silla de Ruedas Femenina (WNWBL) con los Knox Ford Raiders. Al final de la temporada, fue nombrada la jugadora más mejorada. Jugó para los Rangers —ahora conocidos como Victoria— desde 2008. En la segunda ronda de la temporada 2008, los Dandenong Rangers derrotaron a los Western Stars por 53-47. Anotó 20 puntos en la victoria de su equipo. En la segunda ronda de la temporada 2008, jugando para los Dandenong Rangers en una derrota 38-72 ante los Hills Hornets, anotó 12 puntos. Esa temporada, fue nombrada Jugadora del equipo y Jugador Más Valioso (MVP).
En 2009, Del Toso jugó en las finales de la WNWBL. En la semifinal entre los Dandenong Rangers y los Goudkamp Gladiators, anotó 31 puntos mientras que derribó 19 rebotes que hicieron que los Rangers ganaran 81-42. En 2010, fue nombrada Jugador Más Valioso de los Dandenong Rangers. Los Rangers ganaron el título de la WNWBL en 2011. En un partido de la cuarta ronda en 2012, contra Sydney Uni Flames que los Rangers ganaron 55-44, ella anotó 14 rebotes. Los Rangers ganaron el campeonato de liga de nuevo ese año.

## Nacional
En 2008, Del Toso fue nombrada como reserva para el equipo nacional femenino de baloncesto en silla de ruedas de Australia, conocido como los Gliders, para los Juegos Paralímpicos de Pekín 2008. Debutó con el equipo nacional en la Copa Osaka de 2009 al año siguiente, cuando su equipo terminó en primer lugar.   Ese año, también participó en el Four Nations de Canadá y en las Series Amistosas de Japón, uno de los seis jugadores que jugaron para los Dandenong Rangers en la WNWBL. Fue seleccionada para participar en un campo de entrenamiento de la selección nacional en 2010. En julio de 2010, jugó en una serie de pruebas de tres partidos contra Alemania. Fue miembro del equipo australiano en los Campeonatos Mundiales de 2010 que terminó en cuarto lugar. También jugó en la Copa de Osaka de 2010 donde su equipo terminó en primer lugar. Jugó en cuatro partidos en el Desafío Mundial de Gliders de 2012.

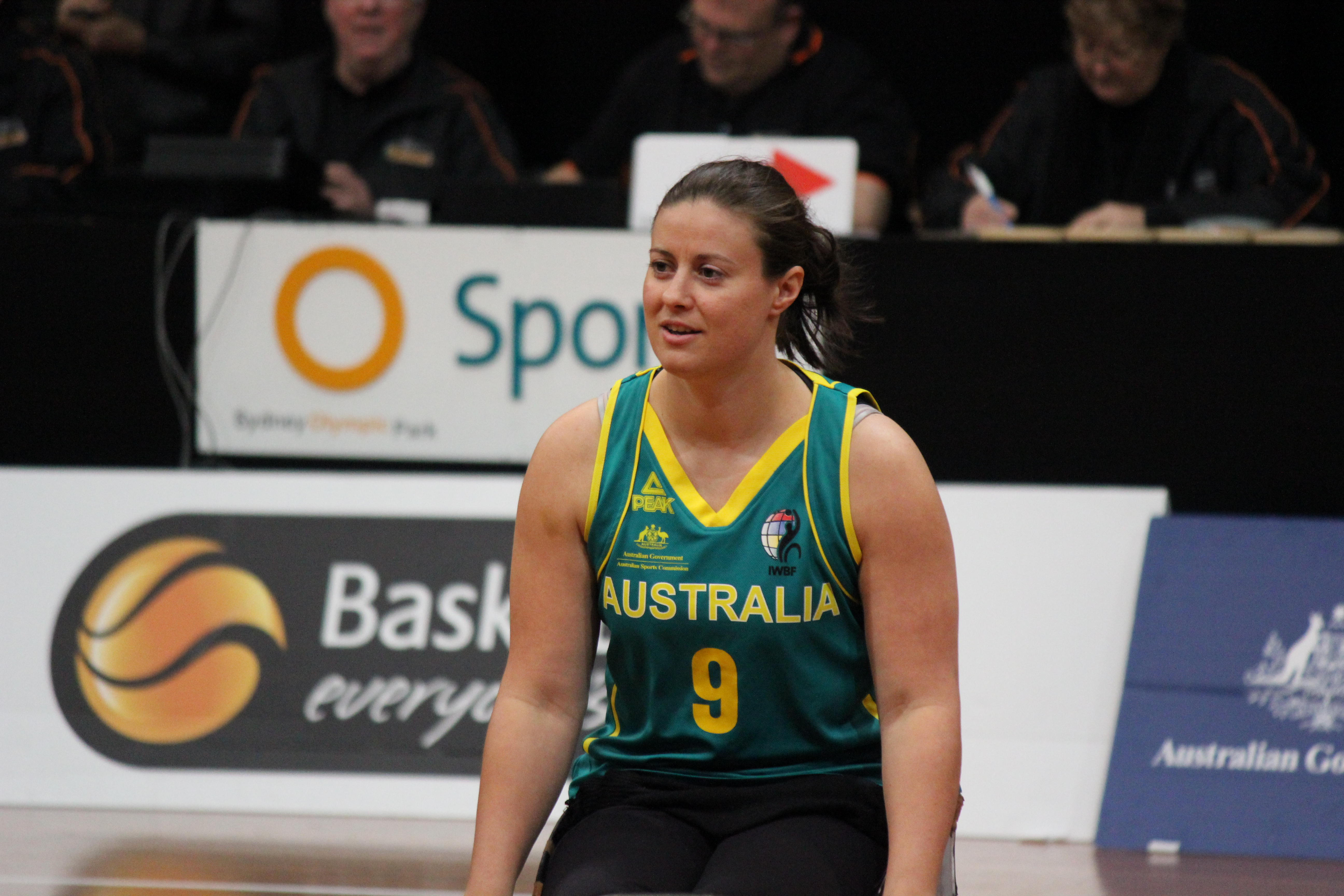
Del Toso en los Juegos de Londres en julio de 2012.

Del Toso fue seleccionada para representar a Australia en los Juegos Paralímpicos de Londres 2012 en baloncesto en silla de ruedas. Los Juegos de Londres fueron sus primeros.
En la fase de grupos, la selección femenina de baloncesto en silla de ruedas de Australia en los Juegos Paralímpicos de 2012 obtuvo victorias contra Brasil, Gran Bretaña, y los Países Bajos, pero perdió contra Canadá. Esto fue suficiente para avanzar a los Gliders a los cuartos de final, donde vencieron a México. Los Gliders entonces derrotaron a los Estados Unidos por un punto para establecer un choque final con Alemania. Los Gliders perdieron 44-58, y ganaron una medalla de plata.
Desde los juegos, Del Toso ha participado en la Copa de Osaka de 2013 en Japón, donde los Gliders defendieron con éxito el título que habían ganado en 2008, 2009, 2010 y 2012.

## Estadísticas
| Competición | Temporada | Partidos | FGM–FGA | FG%  | 3FGM–3FGA | 3FG% | FTM–FTA | FT%  | PF | Pts | TOT  | AST | PTS  |
| WNWBL       | 2009      | 17       | 115–254 | 45.3 | 0–7       | 0.0  | 30–63   | 47.6 | 46 | 260 | 13.6 | 2.6 | 15.3 |
| WNWBL       | 2010      | 18       | 107–232 | 46.1 | 1–6       | 16.7 | 35–67   | 52.2 | 39 | 250 | 9.1  | 2.0 | 13.9 |
| WNWBL       | 2011      | 18       | 117–217 | 53.9 | 0–1       | 0.0  | 15–42   | 35.7 | 29 | 249 | 7.8  | 2.4 | 13.8 |
| WNWBL       | 2012      | 14       | 102–194 | 52.6 | 0–0       | 0.0  | 13–25   | 52.0 | 31 | 217 | 10.4 | 3.8 | 15.5 |
| WNWBL       | 2013      | 12       | 80–151  | 53.0 | 0–0       | 0.0  | 16–24   | 66.7 | 25 | 176 | 82.5 | 3.1 | 14.7 |

| FGM, FGA, FG%: tiros de campo realizados, intentados y porcentaje | 3FGM, 3FGA, 3FG%: tiros de campo de tres puntos marcados , intentados y porcentaje    |
| FTM, FTA, FT%: tiros libres realizados, intentados y porcentaje   | PF: faltas personales                                                                 |
| Pts, PTS: puntos , promedio por juego                             | TOT: promedio de pérdidas de balón por juego, AST : promedio de asistencias por juego |